# Hell Energy Drink
Енергетски напитак хел (енгл. Hell Energy Drink, стилизовано HELL — досл. „пакао”) јесте бренд енергетског напитка који се дистрибуише примарно у Европи и Азији. Хел енерџи Магјарорсаг ка-еф-те (Hell Energy Magyarország Kft.) основан је у Мађарској у априлу 2006. као компанија у приватном власништву.
Након само три године постојања преузео је тржиште у Мађарској. Велика прекретница за популарност бренда је био двогодишњи уговор о спонзорству са Формула 1 тимом Вилијамс; хел енерџи је био други енергетски напитак који је ушао у свет трка Формула 1. Тржишни је предводник у Румунији, Бугарској, Словачкој, Кипру и Азербејџану, а доступан је у више од 40 земаља широм света. Има седишта у Мађарској, Румунији, Уједињеном Краљевству, Русији и Кипру.
Изградили су комплекс Авалон парк, одмаралиште, спа и центар за ивенте у Мишколцтаполци. Авалон је освојио неколико награда, укључујући златне медаље у три категорије на додели Награде за светски луксузни хотел. Међународно је признат и рангиран са 5 звездица (Награда за међународне хотеле).

## Фабрика
Фабрика хел енерџија је изграђена 2011. године у Сиксоу у Мађарској. Има две линије за пуњење и производни капацитет од 2 милиона конзерви по дану. У склопу исте је и лабораторија за константан надзор параметара пића. Има највиши европски сертификат за сигурност хране, FSSC22000. Године 2012. званично је изгласана за једну од најбоље три фабрике у Европи у категорији ’Производња глобалне и светске класе’ (Награда за стратешку производњу; Диселдорф, Немачка). Погон има потпуно аутоматизовану логистику у центру површине 6.000 м2.
Пуне се конзерве пића од 250, 330, 475 и 500 мЛ. Хел их производи за увоз од. извоз од 2011. године у фабрици за флаширање у Сиксоу. Линија за пуњење има годишњи капацитет од 600 милиона конзерви, тако да може да прихвати и додатне уговоре тј. аутсорсинг захтеве других брендова.

## Састојци
Садржај кофеина у једној стандардној лименци хела од 250 мЛ је 80 мг (32 мг / 100 мЛ). Ово је као и у једној шољици еспресо кафе.

## Маркетинг
Године 2018, Хел је потписао уговор са Брусом Вилисом да он постане њихов амбасадор бренда. Такође, напитак хел је јавно рекламиран у емисији Звезде Гранда.